# Амиранашвили, Бесик
Бесик Амиранашвили (груз. ბესიკ ამირანაშვილი; род. 28 августа 1985 года, Тбилиси, Грузинская ССР) — грузинский государственный деятель, первый заместитель министра внутренних дел Грузии (2016—2017), государственный уполномоченный (губернатор) в регионе Самцхе-Джавахети с 20 августа 2018 года.

## Биография
Родился 28 августа 1985 года в Тбилиси.
Окончил юридический факультет Тбилисского государственного университета в 2007 году.
С 2007 по 2008 год был инспектором Службы авиационной безопасности Тбилисского международного аэропорта, в дальнейшем работал в правоохранительных органах: в 2008 году занимал должность следователя Исани-Самгорского управления полиции в тбилисском главном управлении МВД Грузии, с 2008 по 2009 год занимал должность следователя второго отдела в том же управлении.
С 2009 по 2011 год работал в первом отделе детективного отдела Главного управления МВД Грузии, с 2011 по 2012 год был заместителем начальника Душетского регионального управления Мцхета-Мтианетского краевого управления МВД, с 2012 по 2013 год — заместителем начальника Кахетинского краевого управления МВД, с 2013 по 2014 год возглавлял Кахетинское краевое управление МВД.
С 2014 по 2015 год был начальником управления МВД Имерети, Рача-Лечхуми и Квемо Сванети, в 2015 году возглавлял управление МВД Аджарии.
С 2015 по 2016 год занимал должность директора департамента полиции Аджарии МВД Грузии, в январе 2016 года был назначен первым заместителем министра внутренних дел Грузии, занимал эту должность до ноября 2017 года, когда он был назначен главой департамента полиции Имерети, Рача-Лечхуми и Квемо Сванети.
20 августа 2018 года назначен государственным уполномоченным (губернатором) в регионе Самцхе-Джавахети.
Женат, имеет одного ребёнка.